# 江西水利电力大学
江西水利电力大学，原名南昌工程学院，是中国江西省南昌市的一所全日制公办本科普通高等学校。2025年6月8日，教育部同意南昌工程学院更名为江西水利电力大学。

## 学校概况[2]
江西水利电力大学是一所以工学为主，管理学、理学、农学、文学、经济学、艺术学等多学科协调发展，水利电力特色鲜明的本科高校。
学校原为水利部直属高校，2008年实现江西省人民政府与水利部共建。前身为1958年创建的江西水利电力学院，1978年恢复办学，历经江西省水利水电学校大专部、江西工学院水利分院、江西水利专科学校、南昌水利水电专科学校、南昌水利水电高等专科学校等阶段，2004年更名为南昌工程学院，2005年被批准为学士学位授予单位。2011年先后被批准为“卓越工程师教育培养计划”高校和硕士专业学位研究生培养试点高校，并顺利通过教育部本科教学工作合格评估。2013年被总参谋部、教育部批准为定向培养直招士官试点院校，2016年通过教育部本科教学工作审核评估，2017年成为江西省“一流学科”建设高校，2018年被国务院学位委员会批准为硕士学位授予单位，2019年入选国家一流专业建设高校，2020年以来3个专业通过国家工程教育专业认证。2021年获批省“十四五”博士学位授予单位立项建设单位，水利工程和电气工程学科入选省“十四五”一流学科。学校综合实力名列2022软科中国大学排行榜全国298位。
学校坐落于历史文化名城，“军旗升起的地方”——江西省省会南昌市。学校拥有瑶湖和彭家桥两个校区，占地面积2046.9亩，校舍建筑面积69.4万平方米，另外在金溪县建有面积达1000亩的科教基地。拥有教学科研仪器设备总值近3亿元。馆藏纸质图书150余万册，电子图书近140万册，各种中外文数字资源库8个。学校设有17个教学院（部）。

## 院系设置及专业简介

### 水利与生态工程学院[3]
水利与生态工程学院由原水利工程系和生态环境系合并组建而成，是一个特色鲜明的学院。
- 水利水电工程
- 水文与水资源工程
- 港口航道与海岸工程
- 智慧水利
- 农业水利工程
- 测绘工程
- 水土保持与荒漠化防治
- 园林
- 地质工程
- 风景园林

### 土木与建筑工程学院[4]
土木与建筑工程学院是南昌工程学院办学历史较为悠久的院部之一，一直是学校重点建设的学院。
- 土木工程
- 城乡规划
- 给排水科学与工程
- 工程造价
- 道路桥梁与渡河工程

### 机械工程学院[5]
机械工程学院拥有机械工程专业学位硕士授权点。
- 机械设计制造及其自动化
- 能源与动力工程
- 车辆工程
- 机器人工程
- 工业工程

### 电气工程学院[6]
电气工程学院肇始于1958年创建的江西水利电力学院电力系。现已发展成为以电气工程学科为主，特高压、智能电网、新能源与储能特色鲜明的工科学院。
- 电气工程及其自动化
- 自动化
- 智能电网信息工程

### 信息工程学院[7]
信息工程学院拥有信息与通信工程一级学科硕士学位授权点及电子信息专业学位硕士授权点。
- 通信工程
- 电子信息工程
- 计算机科学与技术
- 数据科学与大数据技术

### 工商管理学院[8]
南昌工程学院工商管理学院始建于1986年，集管理科学与工程、工商管理和农林经济管理三大一级学科为一体，拥有管理科学与工程一级学科硕士学位授权点及工商管理专业学位硕士授权点，其中管理科学与工程一级学科2022年被江西省人民政府学位办批准为博士学位授权点立项建设学科。
- 市场营销
- 物流管理
- 电子商务
- 人力资源管理
- 农林经济管理

### 经济贸易学院[9]
- 投资学
- 财务管理
- 审计学
- 国际经济与贸易

### 人文与艺术学院[10]
人文与艺术学院现有文学和艺术学两大学科门类，包括新闻传播学、设计学、音乐与舞蹈学共3个一级学科，艺术硕士（艺术设计领域）专业学位授权点和出版硕士专业学位授权点。
- 新闻传播学类
- 编辑出版学
- 网络与新媒体
- 环境设计
- 视觉传达设计
- 产品设计
- 数字媒体艺术
- 音乐学

### 理学院[11]
理学院拥有应用统计学专业硕士授权点。承担电子信息专硕点光电与新能源技术方向硕士培养任务。
- 应用统计学

### 外国语学院[12]
外国语学院拥有翻译专业学位硕士点。
- 英语
- 法语
- 翻译

### 国际教育学院[13]
国际教育学院承担国际合作办学项目和来华留学生的教学和管理任务。
- 土木工程（中荷合作项目）
- 电气工程及其自动化（中韩合作项目）

### 军士学院[14]
士官学院成立于2017年5月，前身为南昌工程学院军事教学部（成立于2013年3月），于2023年更名为“军士学院”。学院主要承担定向培养直招士官生的教学与日常管理、全校军事理论教学和军事训练等工作。
- 现代通信技术专业（火箭军/武警）
- 应用电子技术专业（海军）
- 电气自动化技术专业（火箭军）
- 智能工程机械运用技术专业（武警）
- 汽车检测与维修技术专业（武警）
- 数字媒体技术专业（武警）

## 学校环境[15]
学校位于江西省会南昌市瑶湖之畔，拥有瑶湖和彭家桥两个校区，占地面积2046.9亩，校舍建筑面积69.4万余平方米，同时拥有1000余亩的金溪科教基地。是一个花园式、生态型、数字化的校园。

## 师资队伍[16]
学校现有教职工1500余人，专任教师中具有高级职称教师占43.25%，硕士及以上学位教师占89.38%。
拥有享受国务院特殊津贴专家3人，二级教授9人，全国水利高等院校水利类专业带头人1人，江西省“双千计划”人选、享受省政府特殊津贴专家、省主要学科学术和技术带头人、省新世纪百千万人才工程人选等省级人才100余人。
聘请1位诺贝尔奖得主为学校名誉教授，柔性引进杰出人才8人。
拥有省级高水平本科教学建设团队4个。

## 科学研究[16]
学校现有各级各类创新平台36个，其中国家级平台5个、省级平台15个；国家级学会南方水土保持研究会、江西省电子学会挂靠我校。
学校拥有省级科技创新团队2个，近五年获国家级项目96项、省部级项目908项，累计科研经费4.7亿元；获专利和软件著作权892项；发表学术论文3187篇，其中SCI/EI类检索论文507篇；获省政府科技奖12项、省社会科学优秀成果奖11项、省教学成果奖励5项、大禹水利科学技术奖2项、梁希林业科学技术奖2项，其中江西省技术发明奖一等奖1项、科技进步奖一等奖2项。

## 学科专业[16]
拥有学术学位、专业学位硕士授权点13个，省级一流学科2个。
开设57个本科专业，其中国家工程教育专业认证专业3个，国家级一流专业3个、国家级特色专业1个、教育部“卓越计划”专业6个、省级一流专业15个、省级特色专业7个、江西省“卓越计划”专业6个、省级专业综合改革试点项目5个、国际合作教育专业2个。

## 外部連結
- 官方网站